# Jutrków
Jutrków – wieś w Polsce położona w województwie łódzkim, w powiecie wieruszowskim, w gminie Wieruszów.

## Historia
Miejscowość historycznie należy do ziemi wieluńskiej i pierwotnie związana była z Wielkopolską oraz Śląskiem. Ma metrykę średniowieczną i istnieje co najmniej od XIII wieku. Wymieniona pierwszy raz w dokumencie zapisanym po łacinie w 1266 "Jutrcowo", 1305 "Jutrkow inferior", 1429 "Jutrkow Ossyadle", 1434 "major Jutrkow, Magna Jutrkow”. Dawniej zwany także "Dolnym, Dużym lub Osiadłym" .
Miejscowość została odnotowana w historycznych dokumentach własnościowych, prawnych i podatkowych. W 1266 była wsią książęcą. Mieszkańcy płacili dziesięcinę biskupowi wrocławskiemu. W 1295 wymieniona została w kronice łacińskiej Liber fundationis episcopatus Vratislaviensis jako Jutrkowo. W 1305 w ramach dziesięciny oddawali biskupowi wrocławskiemu donicę miodu. W 1429 Siechna z Jurkowa pozwała do sądu Jana współwłaściela wsi. W 1435 sprzedała część swojej posiadłości w miejscowości t.j. 6 łanów z fortalicją i dworem. W 1452 dzieląc posiadłość w Jurkowie przeznaczyła 1 łan dla starszego syna Macieja, a drugi łan, zwany wielkim, dla syna Piotra i córki Katarzyny. W 1429 odnotowany został we wsi Stanisław Jutrkowski. W 1431 zastawił on w Jutrkowie jednego kmiecia J. Burzyńskiemu. W 1436 sprzedał jedną grzywnę czynszu za 10 grzywien altaryście ostrzeszowskiemu. W 1498 odnotowano Piotra Jutrkowskiego, a w 1528 Jakuba Jutrkowskiego herbu Świnka .
Po rozbiorach Polski miejscowość znalazła się w zaborze pruskim. Jako wieś i folwark leżące w powiecie ostrzeszowskim wymienia ją XIX wieczny Słownik geograficzny Królestwa Polskiego. W 1882 miejscowość miała 24 domy oraz 249 mieszkańców; w tym 14 ewangelików, 235 katolików. Słownik odnotowuje również 65 analfabetów mieszkających we wsi. Folwark należał do dominium Lubczyna liczył 8 domów zamieszkanych przez 98 mieszkańców.
W latach 1975–1998 miejscowość administracyjnie należała do województwa kaliskiego.